# Julius Platzmann
Karl Julius Platzmann (* 31. Januar 1832 in Leipzig; † 6. September 1902 in Leipzig) war ein sächsischer, deutscher Botaniker, Zeichner und Sprachforscher. Sein offizielles botanisches Autorenkürzel lautet „Platzm.“

## Leben
Zwischen 1858 und 1864 lebte Julius Platzmann in Paranagua (Brasilien), um die lokale Flora und Fauna zu studieren. Seinen Platz in der Geschichte der Sprachwissenschaften verdankt er seiner Sammelleidenschaft bezüglich des Wortschatzes lateinamerikanischer Sprachen. Seine Schriften wurden jedoch von der Wissenschaft nicht anerkannt. Platzmann sammelte Bücher über Indianersprachen, die von Missionaren angelegt worden waren. Später veröffentlichte er Faksimiles dieser Bücher, und zwar zunächst 1874 das Faksimile der Tupi-Grammatik von 1595 des Jesuiten José de Anchieta. Faksimileausgaben historischer südamerikanischer Sprachbücher folgten und umfassten schließlich die Sprachen Carib, Arawak, Tupí-Guaraní, Araucano, Quechua-Aymará und das mexikanische Nahuatl (Aztekisch).

## Schriften (Auswahl)
- Aus Der Bai Von Paranagu. [1872] doi:10.5962/bhl.title.61919 Nabu Press 2010. ISBN 978-1145717763.
- Glossar feurländischer Sprachen. [1882] Reprint. BiblioBazaar 2008, ISBN  978-0559512940.
- Weßhalb ich Neudrucke der alten amerikanischen Grammatiker veranlaßt habe. [1893] Reprint. Nabu Press 2010, ISBN 978-1144133229.
- Amerikanisch-Asiatische Etymologien Via Behringstrasse 'From the East to the West. Nabu Press 2010, ISBN 978-1145002753.
- Der Sprachstoff Der Brasilianischen Grammatik Des Luis Figueira von Julius Platzmann und Luis Figueira. Nabu Press 2010.